# エルゴタミン
エルゴタミン（ergotamine）は、エルゴペプチンの一種であり、アルカロイドの麦角ファミリーに属する。構造的ならびに生物化学的にエルゴリンと近縁関係にある。いくつかの神経伝達物質と構造的類似性があり、血管収縮薬としての生理活性を有する。
エルゴタミンは（時にはカフェインとの組み合わせで）急性偏頭痛の治療薬として使用されている。麦角菌の医学的利用は16世紀に分娩を誘導するために始まったが、用量の不確実さから利用は推奨されなかった。エルゴタミンは分娩後出血を抑えるために使用されている。エルゴタミンは、1918年にSandoz製薬のアルトゥール・ストールによって麦角菌から初めて単離され、1921年にGynergenとして販売された。
麻薬及び向精神薬取締法により麻薬向精神薬原料に指定されている。

## 作用機序
エルゴタミンの作用機序は複雑である。セロトニン、ドーパミン、アドレナリンといった神経伝達物質と構造的類似性があり、ゆえにいくつかの受容体に結合できアゴニストとして働く。抗偏頭痛作用は、5-HT1B受容体を介した頭蓋内脳実質外血管の収縮や5-HT1D受容体による三叉神経の神経伝達の阻害による。エルゴタミンはまた、ドーパミンおよびノルアドレナリン受容体に対する作用を有する。一部の副作用はD2受容体および5-HT1A受容体に対する作用で引き起こされる。

## 生合成
エルゴタミンは二次代謝産物（天然物）であり、麦角菌Claviceps purpureaおよびバッカクキン科の近縁の菌によって生産される主要なアルカロイドである。これらの菌における生合成はアミノ酸のL-トリプトファンおよびジメチルアリル二リン酸を必要とする。これらの前駆体化合物は、麦角アルカロイド生合成の最初の段階、すなわちL-トリプトファンのプレニル化を触媒するジメチルアリルトリプトファン (DMAT) シンターゼの基質となる。メチルトランスフェラーゼおよびオキシゲナーゼが関与するさらなる反応によってエルゴリンおよびリゼルグ酸が得られる。リゼルグ酸 (LA) は、LAをL-アラニン、L-プロリン、L-フェニルアラニンに共有結合させる、非リボソームペプチド合成酵素・リゼルギルペプチドシンテターゼの基質である。酵素によって触媒される、あるいは自発的な環化、酸素化/酸化、異性化が先行し、エルゴタミンの生成が起こる。

## 薬物使用
エルゴタミンは末梢部の血管収縮と共に末梢上皮の損傷を引き起こす。高用量のエルゴタミンは、血管の鬱血、血栓症、壊疽へと繋がる。エルゴタミンは子宮の収縮性を増強でき、子宮出血を減少させるために分娩後ただちに治療に時には使用される。
エルゴタミンは偏頭痛に対して処方され続けている。
禁忌には、動脈硬化症、閉塞性血栓性血管炎、冠動脈疾患、肝疾患、妊娠、痒み、レイノー病、腎疾患がある。
エルゴタミンはLSDの前駆体でもある。

## 副作用
エルゴタミンの副作用はトリプタン（片頭痛の特効薬）よりもかなり強い。エルゴタミンの効果がトリプタンより弱い事もあり、エルゴタミンは偏頭痛の治療には稀にしか使用されない。主な副作用（全発現率：26.4%）は、食欲不振（6.2%）、吐気（3.3%）、胃部・腹部不快感（2.4%）、嘔吐（1.5%）等の消化器系およびふらつき（2.0%）、眠気（1.3%）等の精神神経系である。高用量では、動脈圧上昇、血管収縮（冠攣縮性狭心症を含む）、徐脈、頻脈が起こり得る。重篤な血管収縮の症状として、間欠跛行が知られている。
重大な副作用として添付文書に記載されているものは、
- 中毒性表皮壊死融解症（Toxic Epidermal Necrolysis :TEN）、皮膚粘膜眼症候群（Stevens-Johnson症候群）、
- 麦角中毒（血管攣縮、動脈内膜炎、チアノーゼ、壊疽等）、
- エルゴタミン誘発性の頭痛、禁断症状（頭痛等）、ショック、
- 肝機能障害，黄疸、心筋虚血，心筋梗塞、線維症（胸膜、後腹膜、心臓弁）

である。

## 効能・効果
血管性頭痛、片頭痛、緊張性頭痛